# 周紹成
周紹成（1898年3月19日—1991年11月16日）。江蘇省江都縣人。民國37年（1948年）在江蘇省第一選區當選第一屆立法委員。

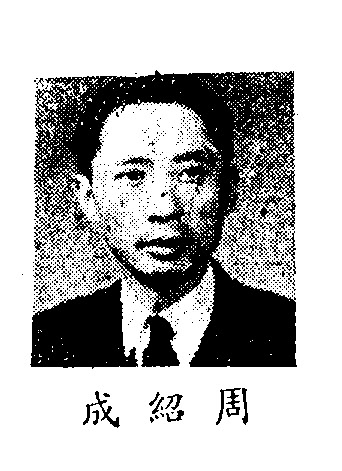
出席制憲國民大會代表時

## 生平[1][2][3][4][5][6]
- 山西大學預科畢業
- 北京大學哲學系肄業
- 革命實踐研究院廿三期結業
- 中國國民黨第十一屆及第十二屆中央評議委員
- 制憲國民大會代表
- 中國國民黨江蘇省黨務特派員
- 中國國民黨江蘇省黨部執監委員
- 江蘇省政府江南行署祕書處處長[7]
- 江蘇省政府委員
- 江蘇省臨時參議會參議員
- 第三戰區政治部少將主任秘書
- 國立武漢中山大學講師